# Махайдик, Петер
Петер Махайдик (словац. Peter Machajdík, родился 1 июня 1961 в Братиславе) — словацкий композитор современной музыки, проживает ныне в Берлине. Сочиняет музыку почти для всех жанров и инструментов: оркестров, хоров, камерную музыку, произведения для сольных инструментов, фортепиано и органа, а также литургии и гимны. Его произведения публикуются такими музыкальными изданиями, как Musica Slovaca, Alea Publishing, Zimbel Press и Edition Hudba. Преподаёт на факультете искусств в Кошице.
Произведения Махайдика для оркестров исполняются филармоническим оркестром Яначека,, Государственным филармоническим оркестром Кошице, Померанской филармонией, Луганским симфоническим оркестром, Симфоническим оркестром Словацкого Радио, Словацким камерным оркестром, Camerata Europea, Capella Istropolitana и другими. Махайдик является автором саундтрека к фильмам «Четыре школьника против Сталина» (2005), «Дикая Словакия» (2015) и «Милош и рыси» (2010). Сотрудничает с такими танцовщицами, как Доротея Руст, Петра Форнайова, Тина Мантел, Луция Кашиарова и другими.
Сотрудники: арфисты Флораледа Сакки и Клapa Бабел, кларнетисты Мартин Адамек, Гидо Арбонели, альтист Саша Миркович, Ансамбль Метаморфозис, органисты Елена Мацелюх и Карсон Кумен, Квазарс Aнсамбль, Арте Квартет, виолончелисты Пьеро Сальватори, Джон Xелей и Юзеф Луптак, Джон Андерсон, Павел Пшитоцкий, Ану Тали и многие другие.

## Избранные работы
- 1-9-1-8 для скрипки и фортепиано (2018)
- Гитарный квинтет The Son для гитары и струнного квартета (2017) ок. 10 минут
- In Embrace для двух контрабасa и фортепиано (2017) ок. 11 минут
- Mit den Augen eines Falken для мандолины и гитары (2017) ок. 10 минут
- Behind the Waves для скрипки и струнного оркестра (2016) ок. 12 минут
- Blahoslavení - Błogosławioni для сопрано, соло-скирпки и струнного оркестра (2016) ок. 9 минут
- Portus pacis для органа (2016) ок. 9 минут
- Abandoned Gates для фортепианоо и струнного оркестра (2016)
- Seas and Deserts для струнного квартета (2015)
- Ich war in dir[10] для сопрано и виолончели (2015)
- Danube Afterpoint для пикколо, флейты, кларнета, бас-кларнета, двух фортепиано и струнного квартета (2015)
- Effugium для аккордеона (2015) ок. 8 минут
- Senahh для флейты и фортепиано (2015)
- Green для аккордеона (2015)
- Turbulent Times для литавров, малого барабана, большого барабан и струнного оркестра (2014)
- Spomaleniny для скрипки и фортепиано (2014)
- Munk[11] для скрипки и пианино (2013)
- Wie der Wind in den Dünen для струнного оркестра (2011) ок. 11 минут
- The Immanent Velvet для фортепиано (2011) ок. 11 минут
- Kyrie для смешанного хора а капелла (2011)
- Pictures of a Changing Sensibility для скрипки и фортепиано (2011)
- Linnas для фортепиано (2011)  ок. 5 минут
- Domine для смешанного хора и трубчатых колоколов (2011)
- Flower full of Gardens для арфы или клавесина (2010)
- San José для большого оркестра (2010)
- Zem zeme для квартета кларнетов (2009)
- Concerto for 2 bayans and orchestra[12], посвящается жертвам революций в странах ОВД 1989 года (2008)
- On the Seven Colours of Light для органа (2007) ок. 28 минут
- Iese для флейты (2007)
- To the Rainbow So Close Again для струнного квартета (2004)
- Nell'autunno del suo abbraccio insonne для арфы (2004)
- Obscured Temptations для фортепиано (2003)
- Si diligamus invicem для смешанного хора а капелла (2002)
- Namah для струнного оркестра (2000) ок. 12 минут
- Lasea для струнного оркестра (2000)
- Wrieskalotkipaoxq для саксофонного квартета (1996)

## Дискография
- 1995: The ReR Quaterly © Quaterly, ReR Volume 4 No 1 CD - ReR 0401 Recommended Records
- 2003: Namaste Suie (Guido Arbonelli - clarinets) © Mnemes HCD 102
- 2008: Nouve Musice Per Tromba 6 (Ivano Ascari - trumpet) © AZ 5005
- 2008: The Healing Heating (R(a)dio(custica) Selected 2008) © Czech Radio
- 2008: Namah[13] feat. Floraleda Sacchi, Jon Anderson[14], David Moss © musica slovaca SF 00542131
- 2009: Minimal Harp (Floraleda Sacchi - harp) © decca / Universal 476 317
- 2011: Inside the Tree[15] © Amadeus Arte Catalogue No. AA11003
- 2012: Czechoslovak Chamber Duo, Czech Radio, Catalogue No. #CR0591-2
- 2012: A Marvelous Love - New Music for Organ, Albany Records, Catalogue No. TROY1357
- 2012: The Immanent Velvet[16], Azyl Records, Catalogue No. R266-0024-2-331
- 2015: Elektrická Gitara[17], Hevhetia, Catalogue No. HV 0070-2-331